# Ulica Żwirki i Wigury w Katowicach
Ulica Żwirki i Wigury w Katowicach – ulica w Katowicach, położona w centralnej części miasta, na terenie dzielnicy Śródmieście.
Jej długość wynosi 436 m i ma ona przebieg prostolinijny. Ulica charakteryzuje się zabudową pochodzącą głównie z początku XX wieku, a także funkcjonalistycznym gmachem Urzędu Skarbowego z lat 30. XX wieku. Jej początki sięgają końca XIX wieku, w 1933 roku ówczesna ulica Zielona zyskała swoją współczesną nazwę, upamiętniającą Franciszka Żwirkę i Stanisława Wigurę. Przy ulicy siedziby mają m.in. Pierwszy Urząd Skarbowy w Katowicach czy Komisariat I Komendy Miejskiej Policji w Katowicach.

## Przebieg
Ulica Żwirki i Wigury przebiega przez teren katowickiej dzielnicy Śródmieście na całej swojej długości. Numeracja budynków przy ulicy zaczyna się od strony południowo-wschodniej. Tam też droga krzyżuje się z ulicą T. Kościuszki. Ulica Żwirki i Wigury ma na całej swojej długości prostolinijny przebieg i biegnie w kierunku północno-zachodnim. Droga kończy swój bieg na skrzyżowaniu z ulicą Mikołowską, a na całej swojej trasie krzyżuje się obustronnie kolejno z ulicami: M. Drzymały, M. Skłodowskiej-Curie i J. Kilińskiego.

## Charakterystyka

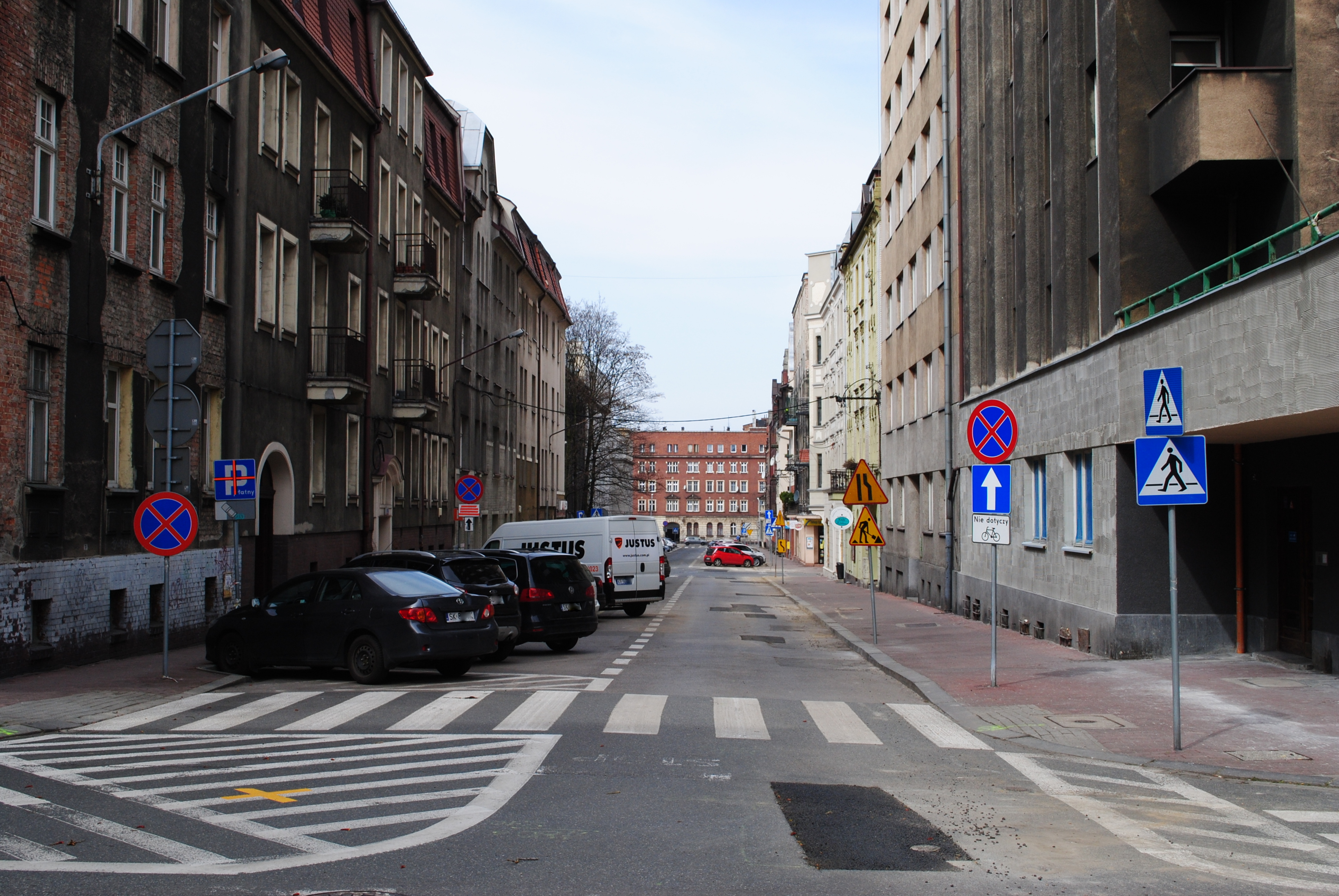
Ulica w kierunku zachodnim (2021)

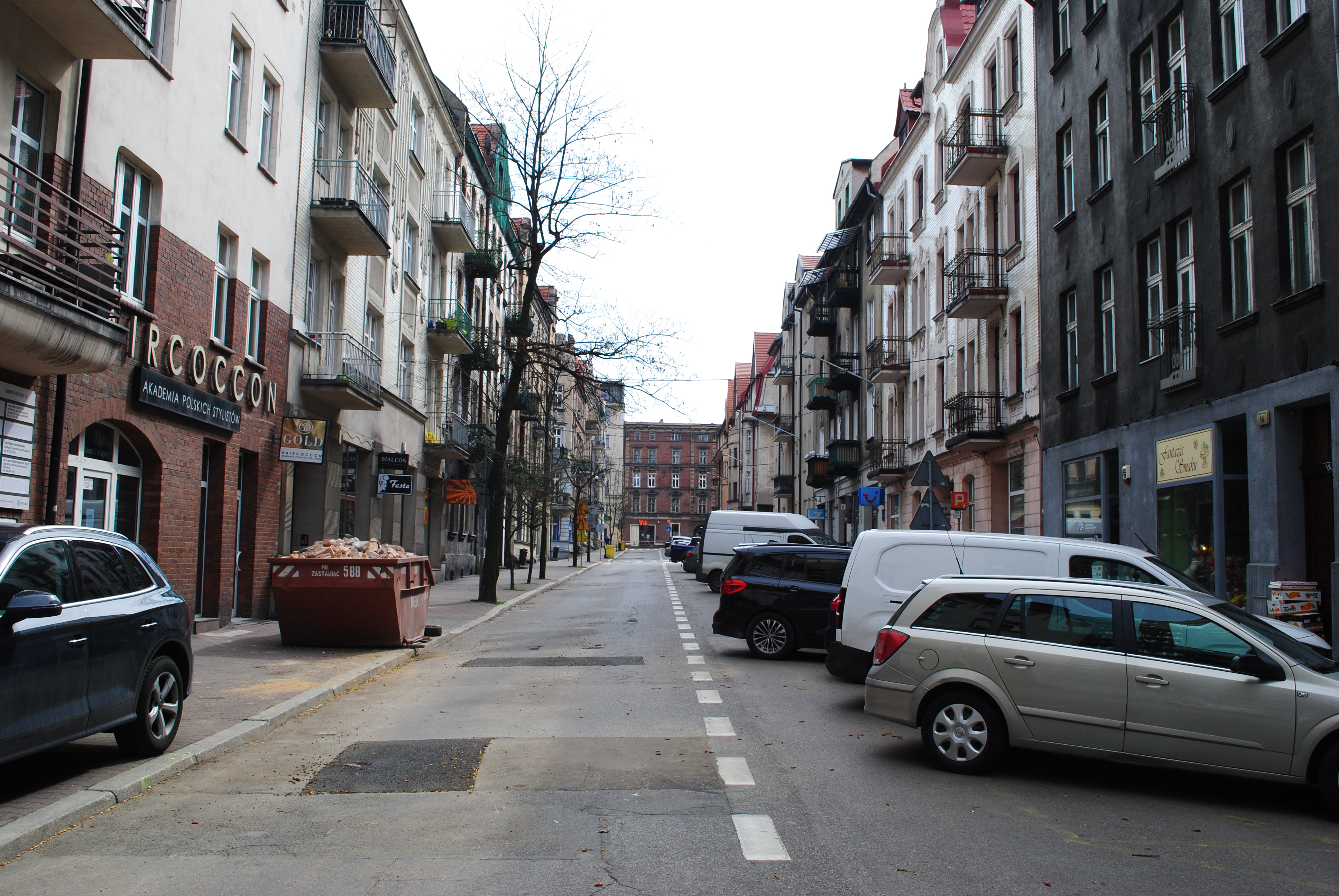
Ulica w kierunku wschodnim (2021)

Ulica Żwirki i Wigury to droga powiatowa nr 6562S o klasie drogi lokalnej (L). Jej długość wynosi 436 m. Posiada ona nawierzchnię bitumiczną, a szerokość jezdni wynosi 8,5 m na odcinku pomiędzy ulicami T. Kościuszki a M. Skłodowskiej-Curie i 8,1 m pomiędzy ulicami M. Skłodowskiej-Curie a Mikołowską. 
Kod pocztowy dla adresów wzdłuż ulicy Żwirki i Wigury to 40-063. Jest ona w administracji Miejskiego Zarządu Ulic i Mostów w Katowicach.
Ulica Żwirki i Wigury na całej swojej długości jest drogą jednokierunkową z kontraruchem rowerowym. Cały obszar ulicy Żwirki i Wigury znajduje się na obszarze B katowickiej strefy płatnego parkowania. 
Wzdłuż ulicy nie przebiega żadna linia transportu miejskiego ZTM. Najbliższe przystanki znajdują się przy ulicach: Mikołowskiej (autobusowy; Katowice Mikołowska), M. Kopernika (autobusowy; Katowice Kopernika Dworzec) i T. Kościuszki (tramwajowy; Katowice Plac Miarki).
Zabudowa ulicy Żwirki i Wigury wraz z rejonem ulic m.in. PCK, H. Jordana, J. Rymera, H. Dąbrowskiego czy M. Kopernika stanowi jedną z wizytówek miasta Katowice. W głównej mierze jest ona częścią zespołu zabudowy z przewagą zabytkowych kamienic pochodzących z przełomu XIX i XX wieku oraz z pierwszego ćwierćwiecza XX wieku. Są to na ogół obiekty czteropiętrowe o cechach historyzujących, secesyjnych i modernistycznych w zwartych ciągach pierzei ulic w układzie szachownicowym. Zabudowę uzupełniają obiekty z okresu międzywojennego. 
Znajdujący się przy ulicy Żwirki i Wigury 15/17 gmach Urzędu Skarbowego stanowi jedną z dwóch lokalnych dominant architektonicznych. Gmach ten jest dodatkowo częścią katowickiego Szlaku Moderny. Część ulicy na wschód od skrzyżowania z ulicą J. Kilińskiego stanowi fragment układu urbanistycznego wpisanego do rejestru zabytków nieruchomych pod numerem A/370/12.

## Historia

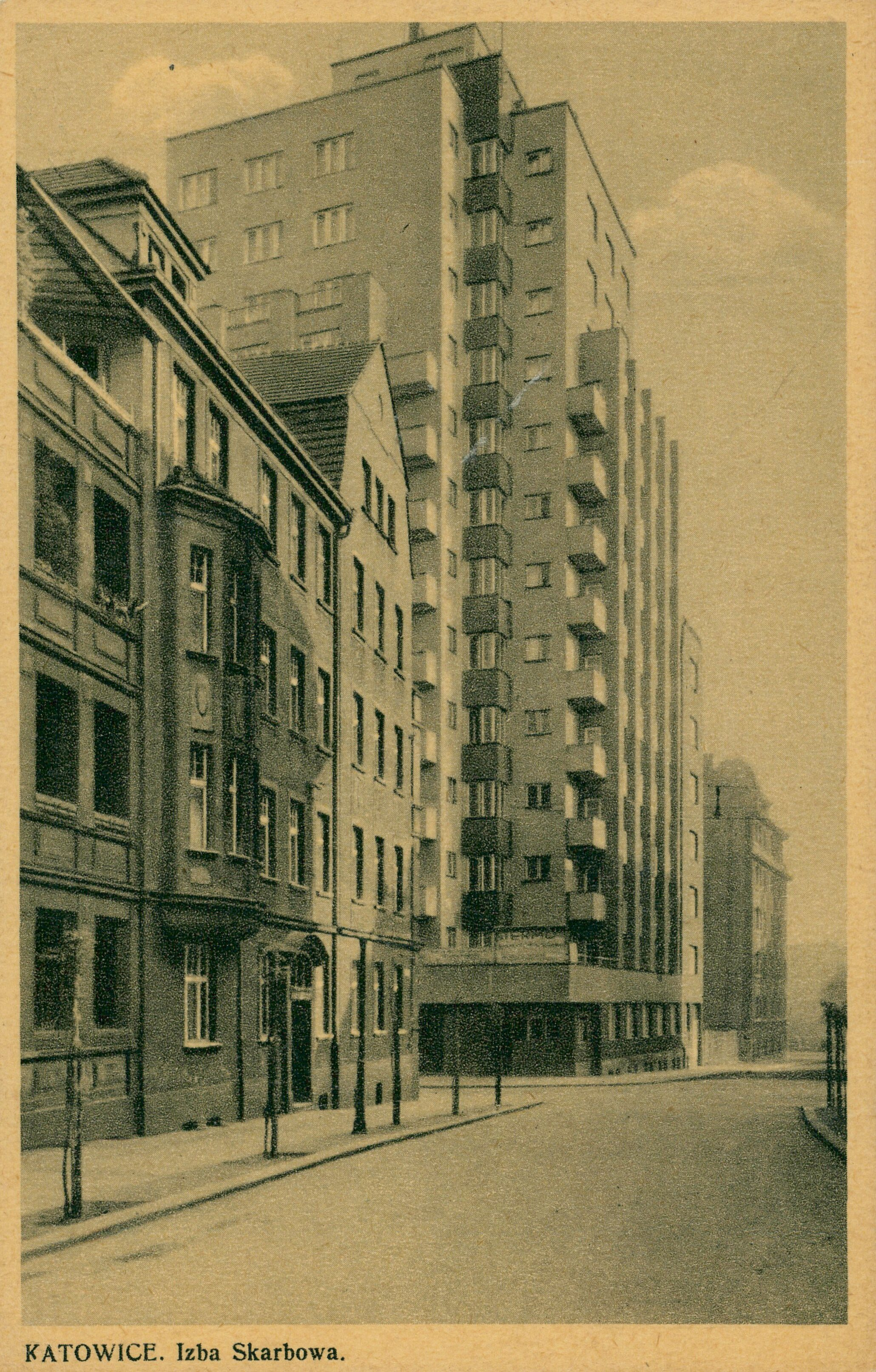
Gmach Urzędu Skarbowego na pocztówce z 1938 roku

Z chwilą uzyskania przez Katowice w 1865 roku praw miejskich zintensyfikował się tutaj ruch budowlany, a pod koniec XIX wieku zabudowa miasta przekroczyła tory kolejowe, a urbanizację tych terenów zakładano już w najwcześniejszej fazie rozplanowywania miasta. W przypadku zachodniej części południowego Śródmieścia dominujące, skośne kierunki rozplanowania ulic narzucały tutaj dwie ważne drogi – późniejsze ulice Mikołowska i T. Kościuszki. Plan z 1875 roku przewidywał natomiast arbitralne nałożenie na obszar pomiędzy tymi ciągami dróg regularnej siatki ulicznej o przebiegu równoleżnikowo-południkowym.
Plany z lat 90. XIX wieku wytyczyły siatkę ulic dostosowaną do skośnych kierunków późniejszych ulic Mikołowskiej i T. Kościuszki. Z niej powstała m.in. ulica Żwirki i Wigury, lecz w dużej mierze siatka ulic tej części Śródmieścia dalej miała charakter arbitralny, tj. równoleżnikowo-południkowy. Przebieg późniejszej ulicy Żwirki i Wigury został zaznaczony już na mapie z 1902 roku, a w tym czasie istniała już zabudowa pod numerami 1 i 3.
Ulica w latach przedwojennych nosiła nazwę Grünstrasse, a w 1922 roku drogę przemianowano na ulicę Zieloną.
Na parterze w kamienicy nr 10, wzniesionej w latach 1910–1911, administrowanej przez Eugena Orglera, 5 stycznia 1914 roku urodził się Rudolf Schnackenburg.
17 czerwca 1922 roku na mocy rozporządzenia wojewody powstała Policja Województwa Śląskiego, a dzień później francuski dowódca katowickiej grupy Policji Plebiscytowej przekazał polskim oficerom budynek przy ulicy Zielonej 28, który od 1932 roku stał się siedzibą Głównej Komendy Policji Województwa Śląskiego. 11 września 1932 roku podczas przelotu z Warszawy do Pragi samolot z Franciszkiem Żwirką i Stanisławem Wigurą na pokładzie uległ katastrofie, w wyniku której obaj zginęli. W następnym roku ich imieniem nazwano ulicę Zieloną.

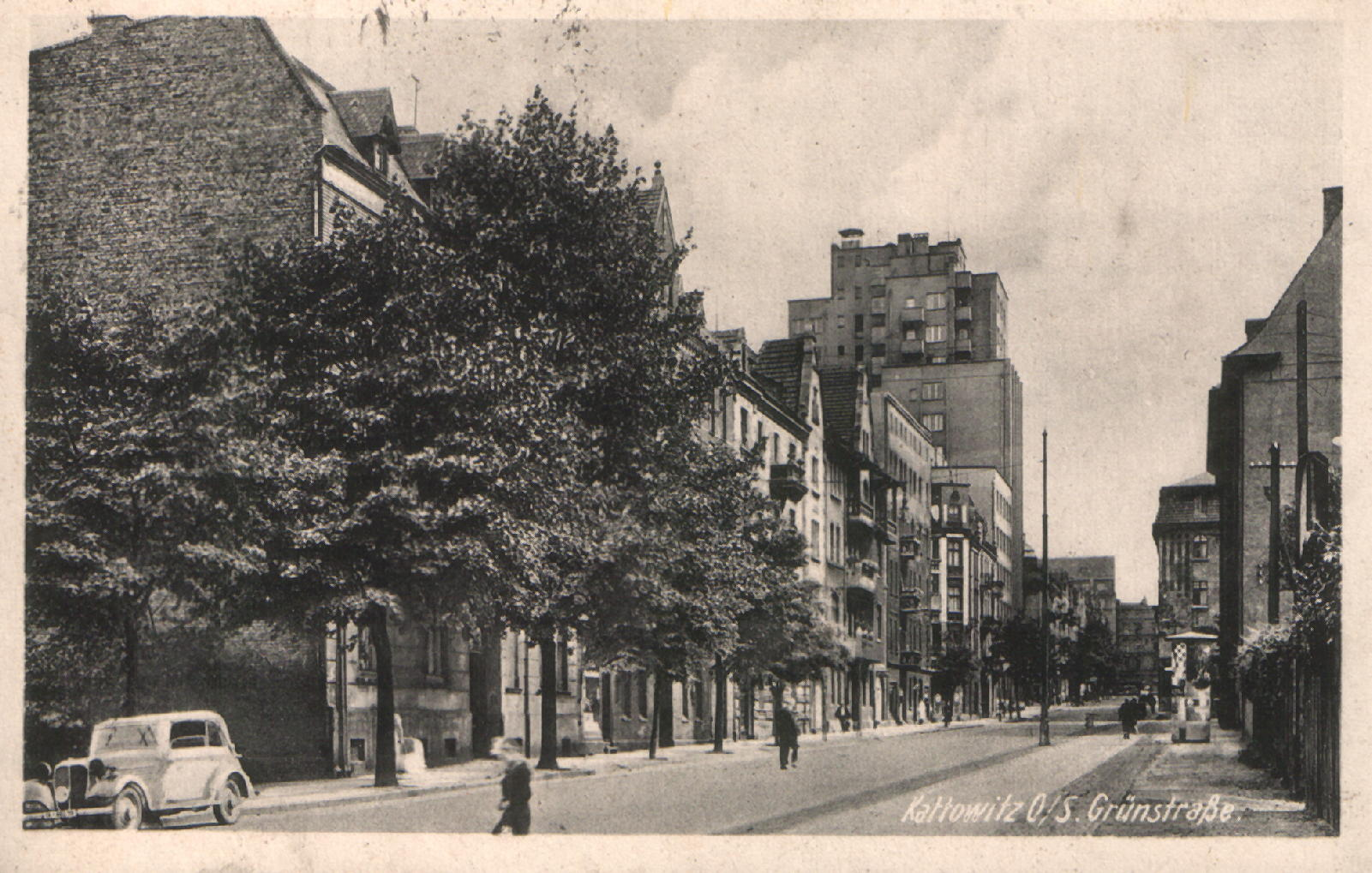
Późniejsza ulica Żwirki i Wigury w okresie okupacji niemieckiej

Katowice w latach międzywojennych szczególnie intensywnie rozrastały w kierunku południowym i m.in. w rejonie ulicy Żwirki i Wigury powstało wiele nowoczesnych obiektów urzędów i instytucji. Pod nr. 15/17 został wzniesiony jeden z pierwszych katowickich wieżowców, a był nim ukończony w 1934 roku czternastopiętrowy gmach Urzędu Skarbowego zaprojektowany przez Tadeusza Kozłowskiego z konstrukcją stalową projektu Stefana Bryły. Kompleks ten wraz z częścią biurową pomieścił liczne urzędy (w tym dwa urzędy skarbowe, kasę skarbową, Urząd Katastralny czy Urząd Akcyz i Monopoli) oraz mieszkania dla Śląskiego Urzędu Wojewódzkiego. W 1935 roku mieszkali tam m.in.: docent Uniwersytetu Jagiellońskiego Aniela Kozłowska, dyrektor Teatru Polskiego Marian Sobański i dyrektor Muzeum Śląskiego Tadeusz Dobrowolski.

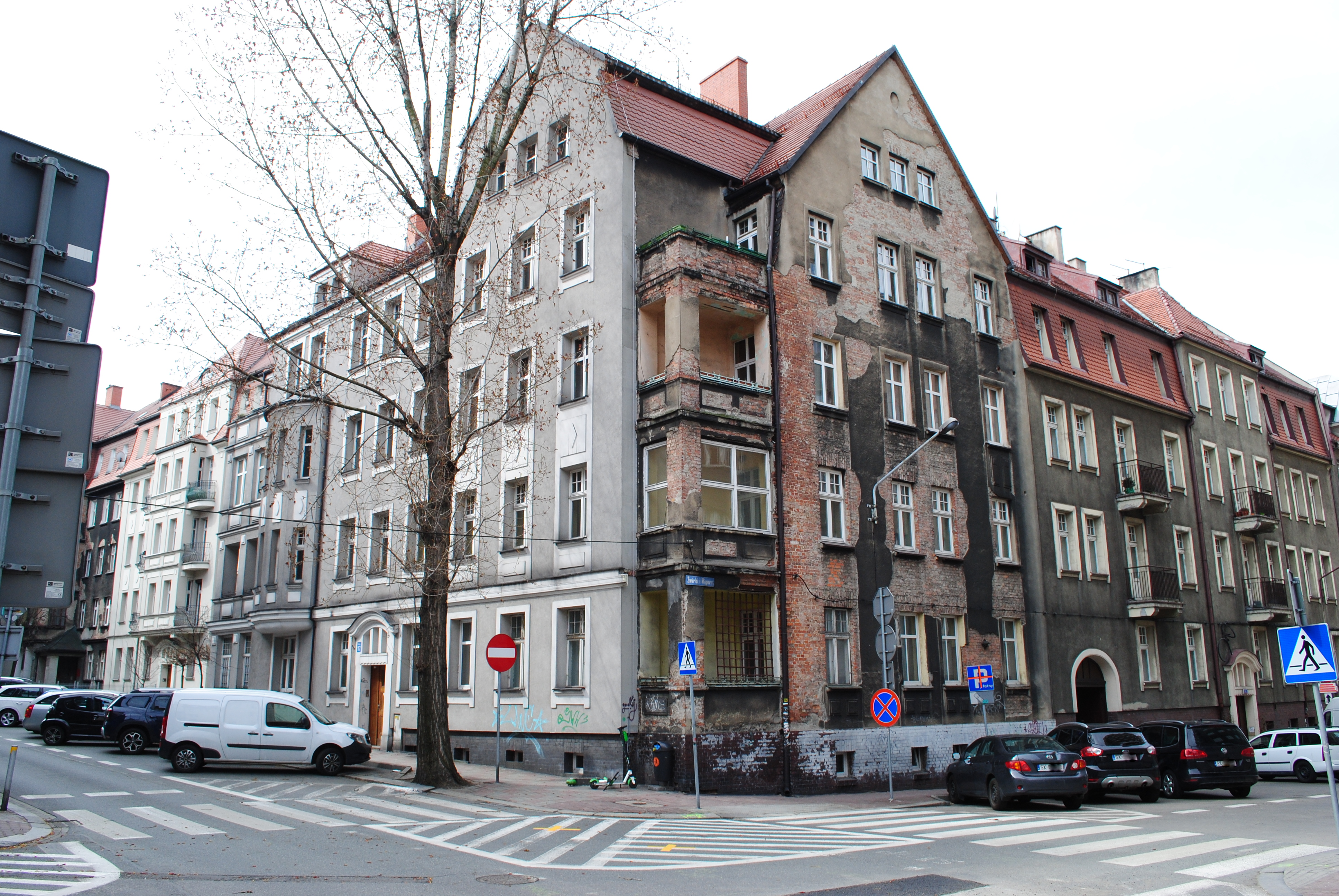
Kamienica na rogu ulic M. Curie-Skłodowskiej oraz Żwirki i Wigury – jedno z miejsc kręcenia serialu Święta wojna

W 1935 roku ulica Żwirki i Wigury znajdowała się w granicach dzielnicy I (Centrum). Budynki przy ulicy miały różnych właścicieli i były one zamieszkane przez rodziny osób różnej profesji, w dużej części urzędników. Pod nr. 3 funkcjonowała wówczas pracownia sukien, pod nr. 7 skład papieru, pod nr. 9 skład spożywczy, pod nr. 11 piekarnia, pod nr. 15 skład nabiału, pod nr. 17 pracownia obuwia, a pod nr. 19 skład fryzjerski. W latach międzywojennych przy ulicy Żwirki i Wigury 28 mieścił się Komisariat II Miejskiej i Powiatowej Komendy Policji.
W czasie niemieckiej okupacji w latach 1939–1945 droga nosiła nazwę Grünstrasse. W tym czasie pod nr. 17 swoją placówkę miał niemiecki urząd skarbowy – Reichsfinanzverwaltung. W 1945 roku przywrócono drodze poprzednią nazwę – ulica Żwirki i Wigury.
Na rogu ulic Żwirki i Wigury oraz Mikołowskiej wzniesiono gmach w stylu socrealizmu. Był nim oddany do użytku w 1951 roku Pałac Młodzieży, wybudowany według projektu Zygmunta Majerskiego i Juliana Duchowicza. Po II wojnie światowej w budynku mieszkalnym Urzędu Skarbowego mieszkali m.in. Kazimierz Kutz czy Gustaw Holoubek. W kamienicy w południowo-zachodnim rogu ulic Żwirki i Wigury oraz M. Curie-Skłodowskiej kręcono emitowany do 2009 roku serial komediowy Święta wojna, gdzie pod fikcyjnym adresem ulica Korfantego 13/6 znajdowało się mieszkanie Dwornioków. 
Środkowa i wschodnia część ulicy Żwirki i Wigury 23 marca 2012 roku została wpisana do rejestru zabytków nieruchomych jako część historycznego układu urbanistycznego tzw. południowej dzielnicy Śródmieścia Katowic. W latach 2020–2021 roku wyremontowano narożną kamienicę przy ulicy Żwirki i Wigury 21, a w 2022 roku zakończono remont kamienicy narożnej przy ulicy Żwirki i Wigury 1 / T. Kościuszki 33. Na początku lutego 2025 roku zakończono prace przy zagospodarowaniu pasa zieleni ulicy, zrealizowane w ramach projektu do budżetu obywatelskiego w 2021 roku.

## Obiekty zabytkowe i miejsca pamięci
Obiekty zabytkowe i historyczne:

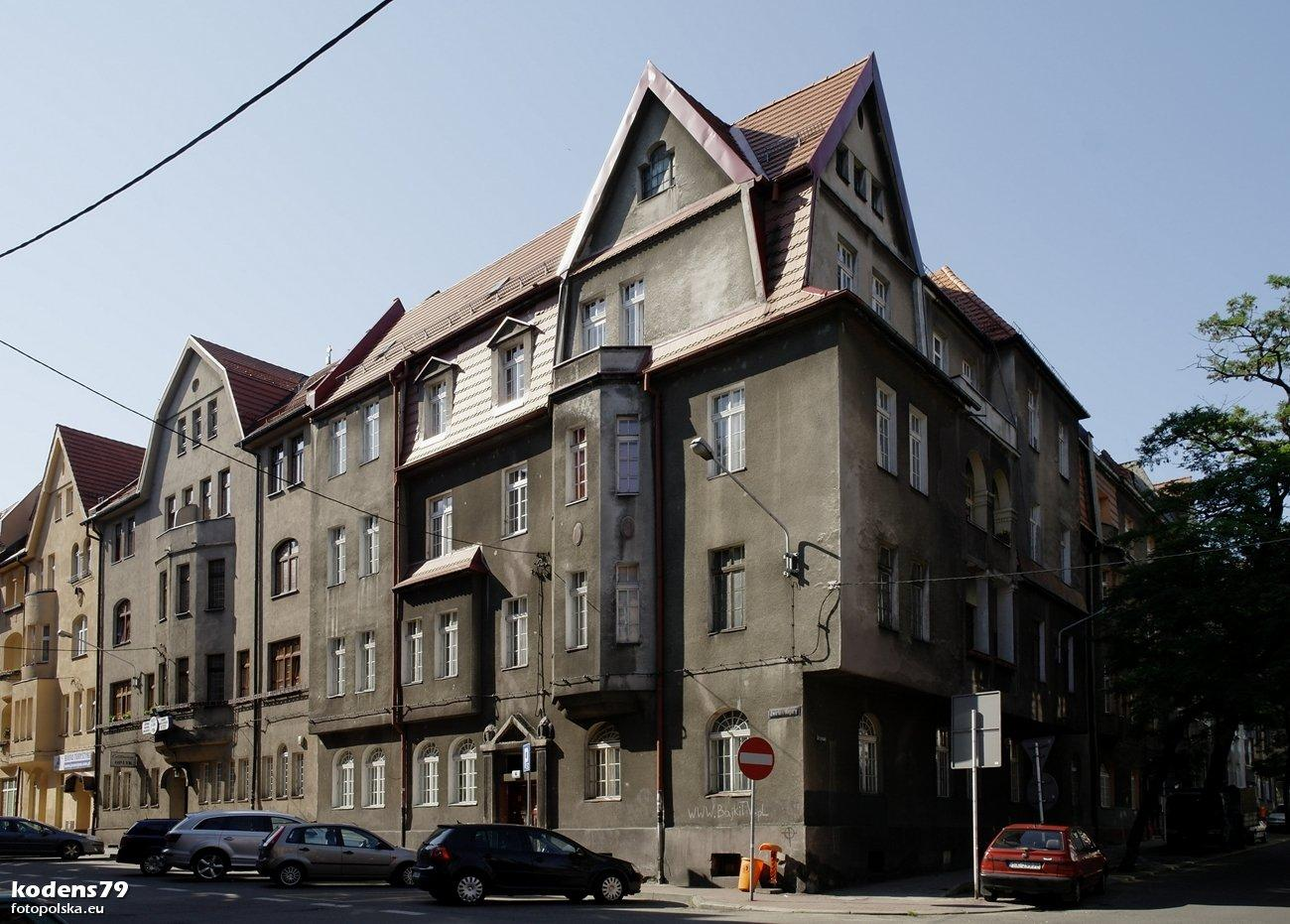
Kamienice przy ulicy Żwirki i Wigury 4 (po lewej) i 6 (pośrodku)

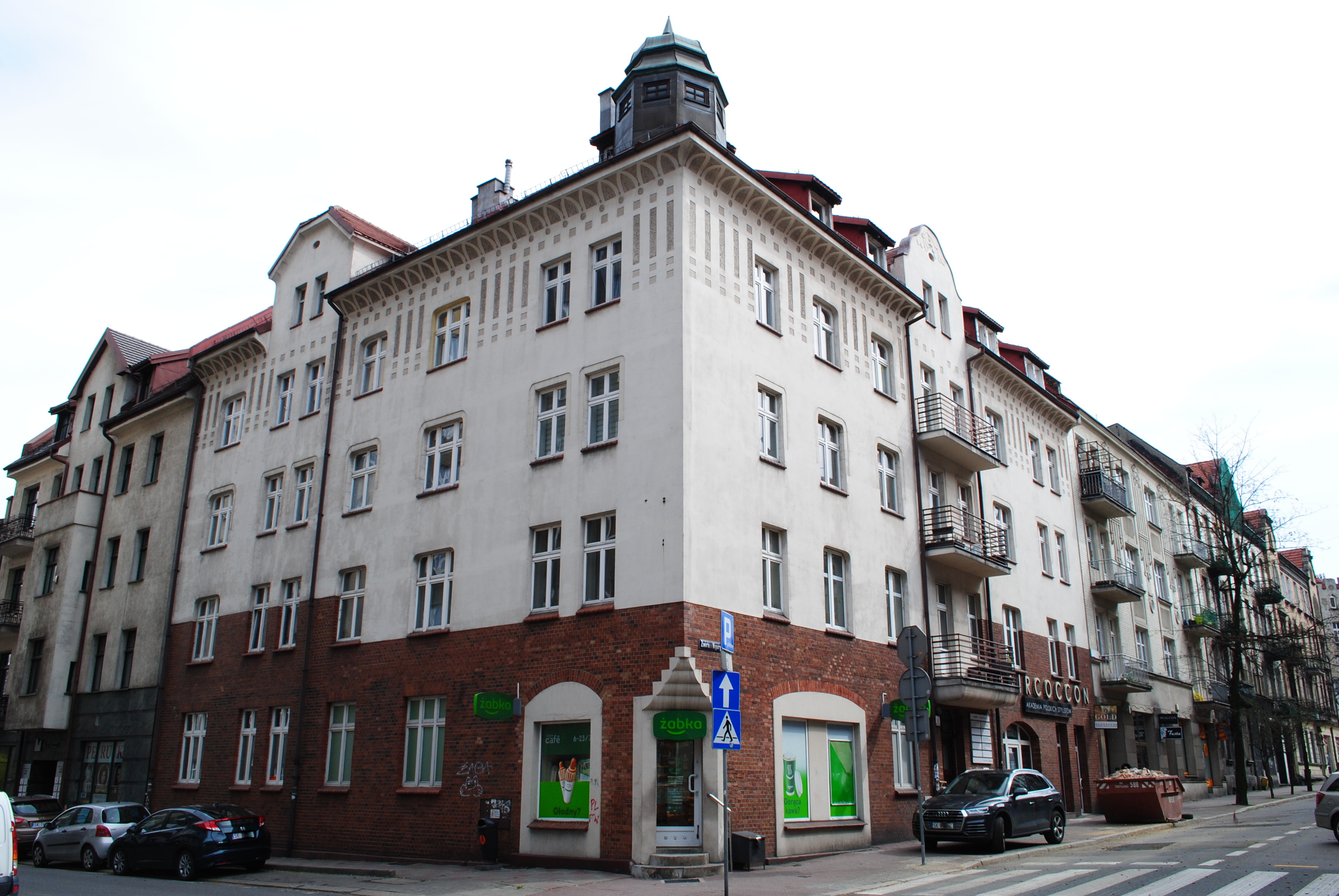
Kamienica narożna przy ulicy Żwirki i Wigury 13 z wieżyczką w narożniku

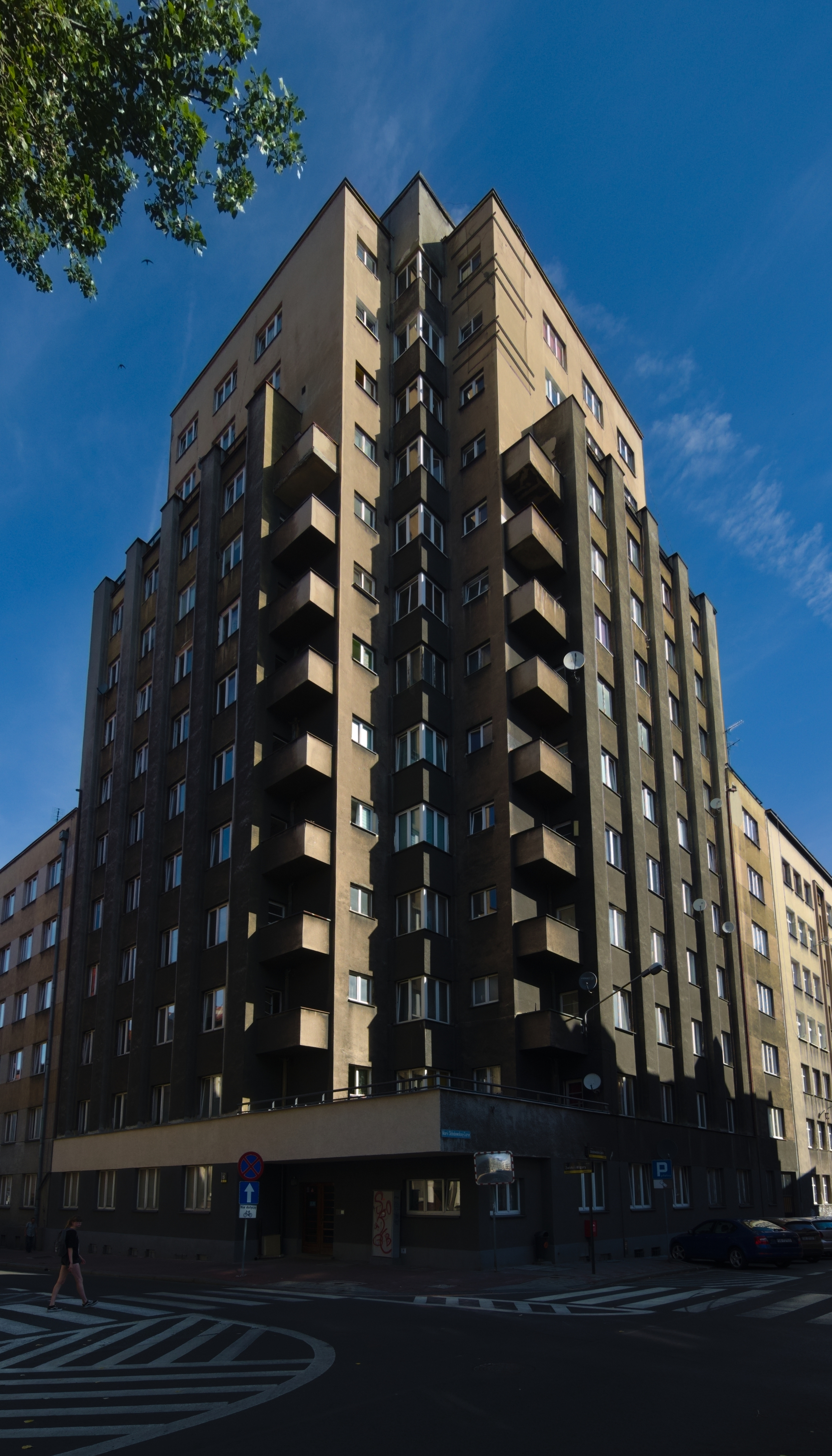
Mieszkalna część gmachu Urzędu Skarbowego (ul. Żwirki i Wigury 17)

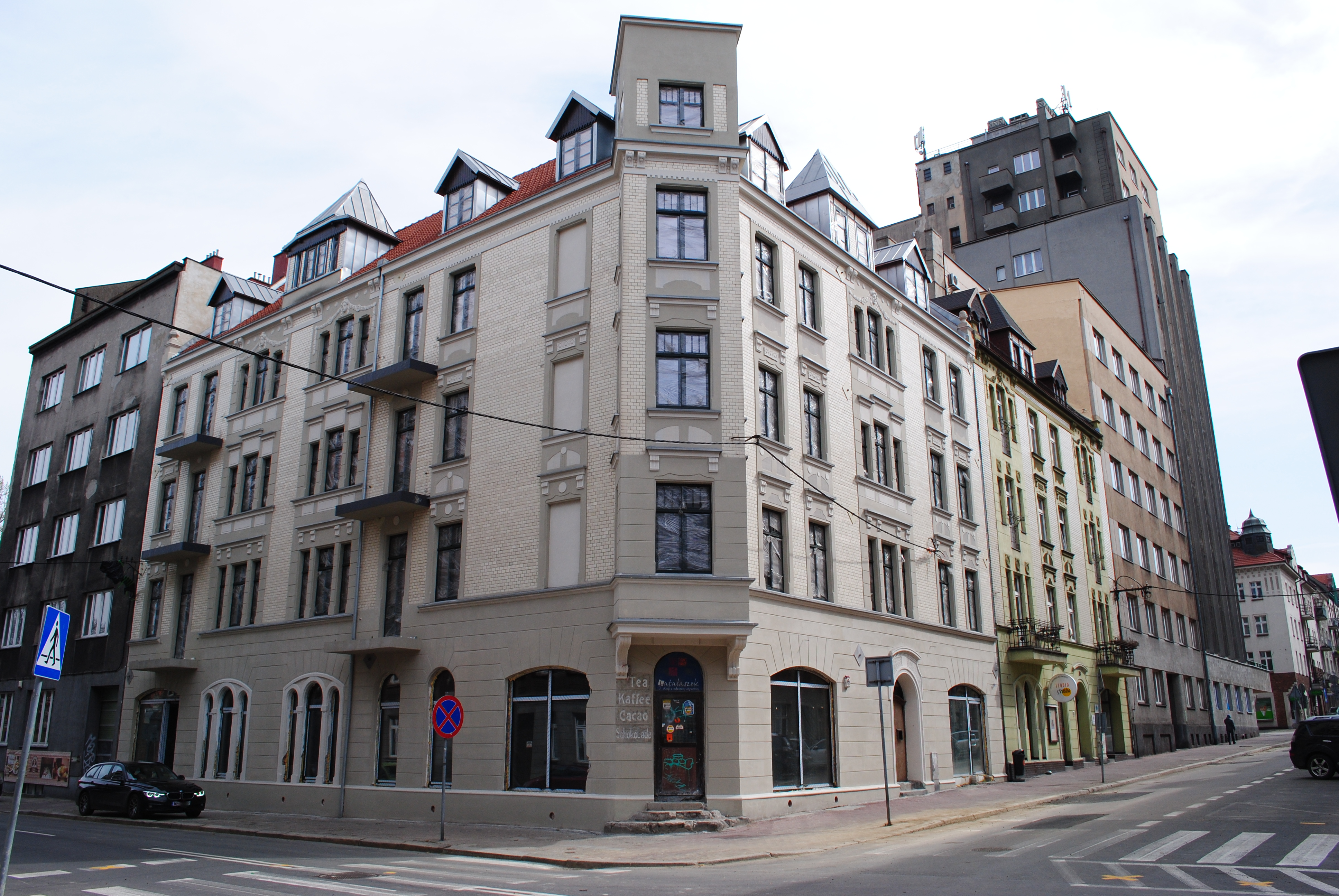
Kamienice przy ulicy Żwirki i Wigury 21 (pośrodku) i 19 (na prawo); za nimi gmach Urzędu Skarbowego

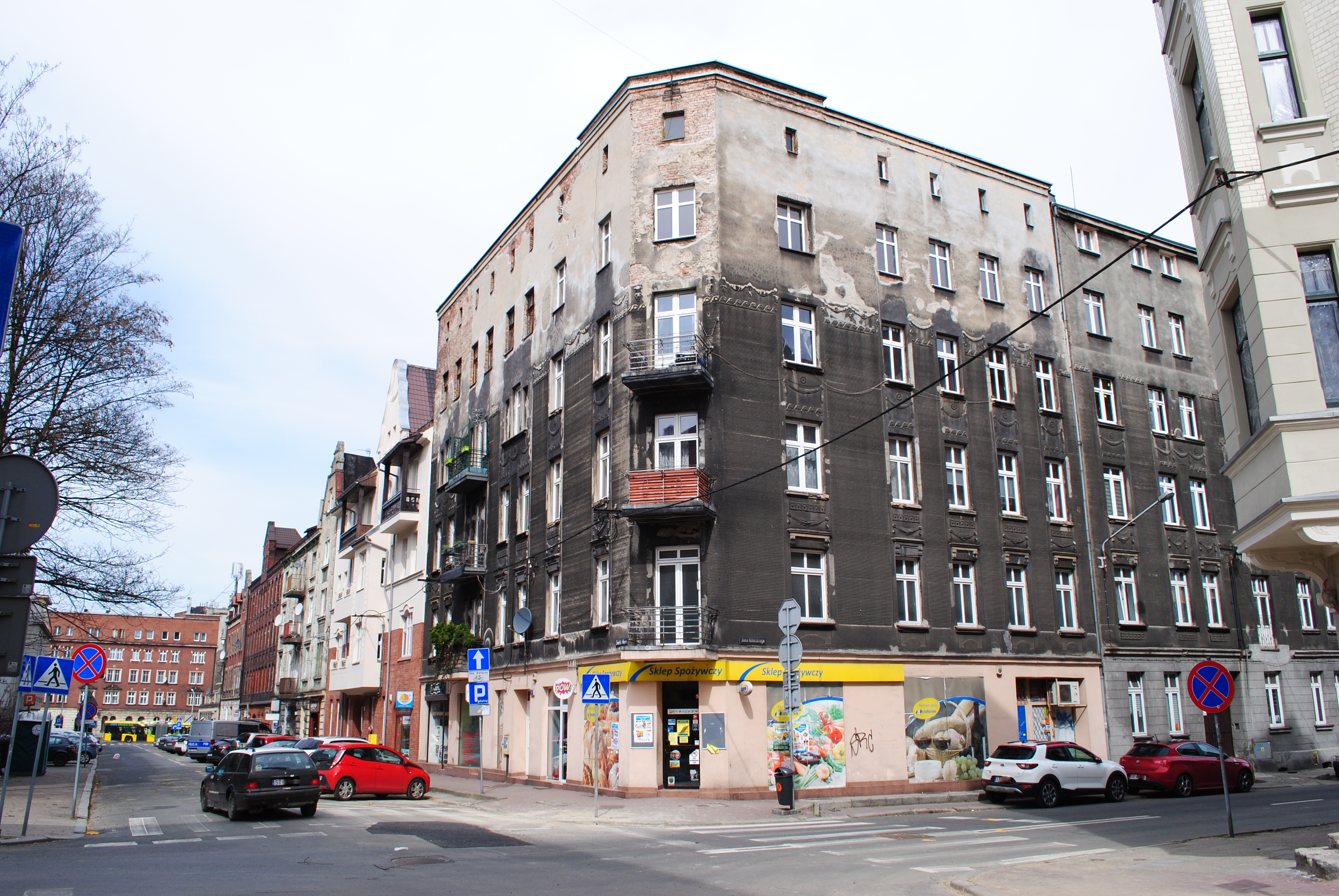
Kamienica pod nr. 23

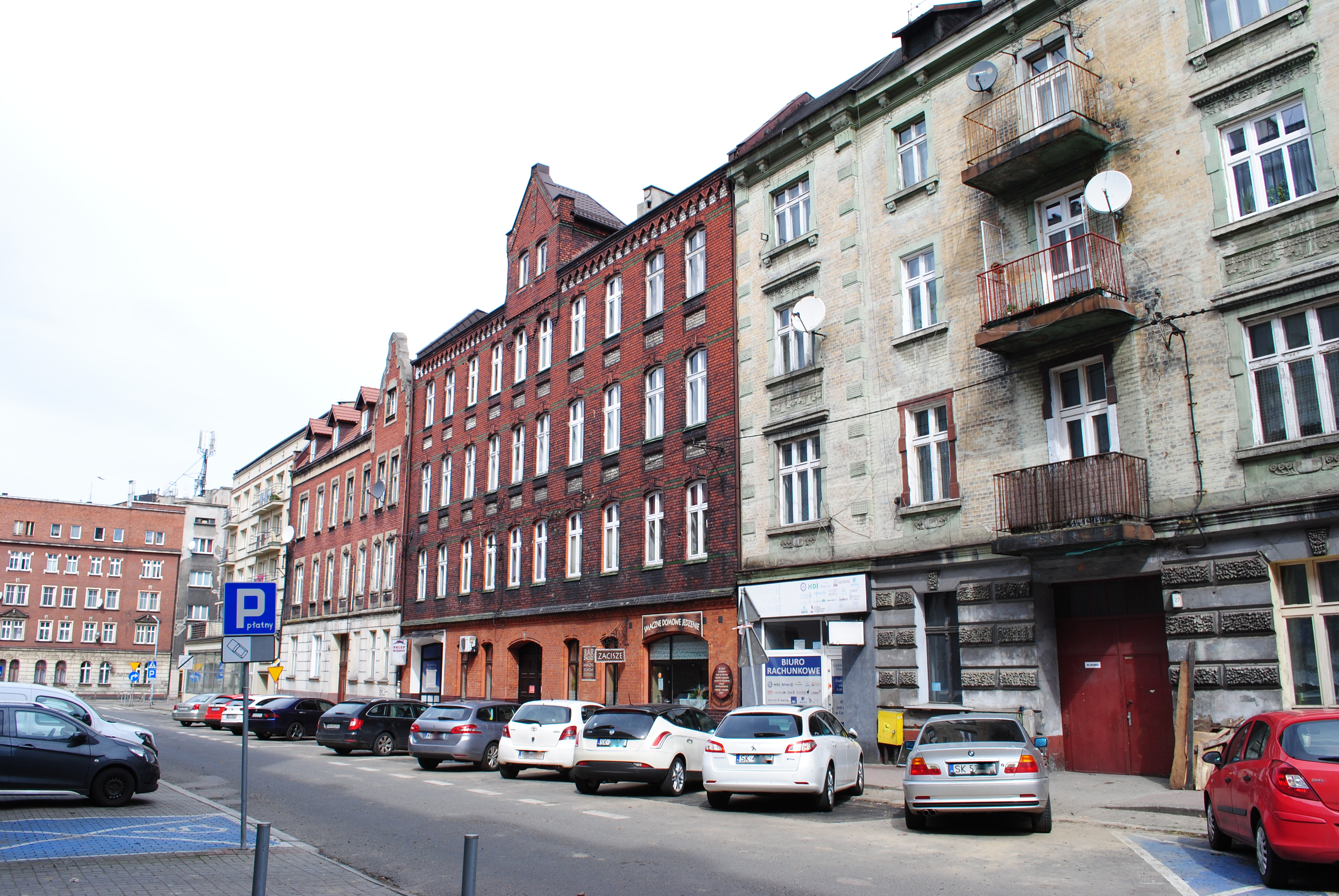
Od prawej strony kolejno kamienice przy ulicy Żwirki i Wigury 27, 29 i 31

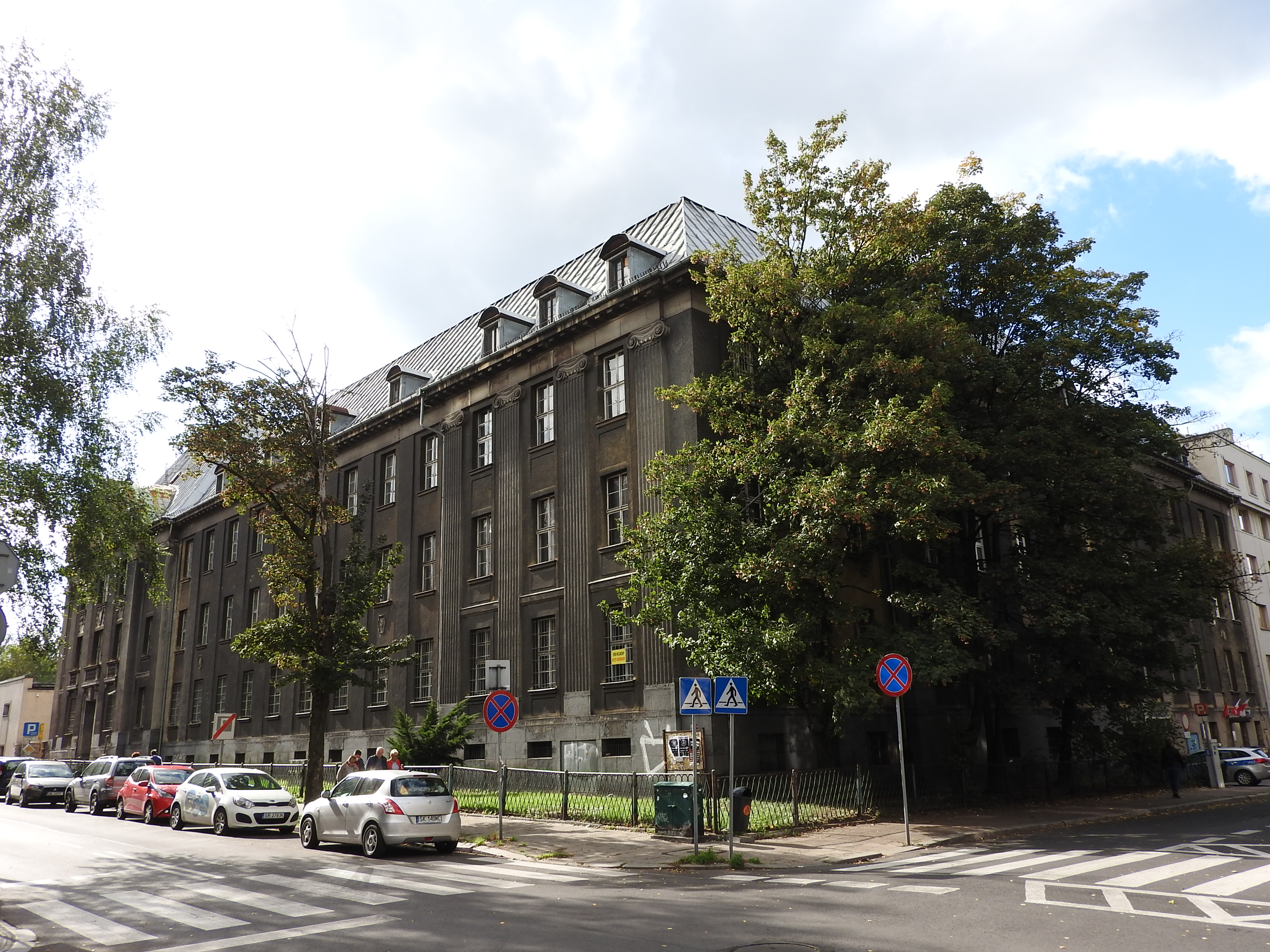
Gmach Dyrekcji Policji pod nr. 28

- Kamienica (ul. Żwirki i Wigury 1)[37] – z 1894 roku w stylu historyzmu; jest to obiekt murowany z cegły, czterokondygnacyjny, zwieńczony dachem mansardowym z lukarnami; narożnik kamienicy ujęty jest w pseudoryzalit, nad częścią okien znajdują się naczółki, a w podokiennikach okien pierwszego piętra dekoracje złożone z kartuszy i motywów roślinnych[38],
- Kamienica (ul. Żwirki i Wigury 2)[37] – z początku XX wieku w stylu modernizmu; jest to obiekt murowany z cegły i tynkowany, czterokondygnacyjny z poddaszem, zwieńczony dachem dwuspadowym; fasada zdobiona jest wykuszami i balkonami-loggiami[39],
- Kamienica (ul. Żwirki i Wigury 3, 3a)[37] – z 1898 roku w stylu historyzmu; jest to obiekt murowany z cegły, czterokondygnacyjny z poddaszem, zwieńczony dachem pulpitowym z mansardową połacią z lukarnami od strony ulicy; fasada na parterze jest boniowana, w osi środkowej znajduje się zdobiony portal z panoplią, na wyższych piętrach fasada obłożona jest ceglaną okładziną, oś środkowa podkreślona jest pseudoryzalitem, a dwie skrajne osie ujęte są balkonami[40],
- Kamienica (ul. Żwirki i Wigury 4)[37] – z początku XX wieku w stylu modernizmu; jest to obiekt murowany z cegły i tynkowany, czterokondygnacyjny, zwieńczony dachem dwuspadowym; kamienica posiada wykusz oraz szczyt[41],
- Kamienica (ul. Żwirki i Wigury 5 / M. Drzymały 14)[37] – z 1903 roku w stylu historyzmu; jest to obiekt murowany z cegły, czterokondygnacyjny z poddaszem, zwieńczony dachem dwuspadowym kalenicowym z lukarnami; posiada boniowany parter, na piętrach znajduje się okładzina ceglana z poziomymi pasami tynku, narożnik wraz z sąsiednimi osiami jest tynkowany i zwieńczony krenelażowym szczytem, a poza tym na elewacjach budynku znajdują się takie detale, jak tynkowane obramienia czy balkony[42],
- Kamienica (ul. Żwirki i Wigury 6 / M. Drzymały 16)[37] – z 1914 roku w stylu modernizmu; jest to obiekt murowany z cegły i tynkowany, czterokondygnacyjny z poddaszem i strychem, zwieńczony dachem dwuspadowym kalenicowym; budynek posiada m.in. wykusz, facjatki i loggie[43],
- Kamienica (ul. Żwirki i Wigury 7)[37] – z 1904 roku w stylu modernizmu z elementami historyzmu; jest to obiekt murowany z cegły, czterokondygnacyjny ze strychem i facjatkami, zwieńczony dachem dwuspadowym kalenicowym; elewacje budynku na parterze są boniowane, a na piętrach mają ceglaną okładzinę i tynkowany detal w formie opasek okiennych, naczółek czy dekoracji podokienników; ścięty narożnik wraz z przyległymi osiami ujęty jest w pseudoryzalit zwieńczony facjatkami; ponadto na elewacjach występują balkony[44],
- Kamienica (ul. Żwirki i Wigury 9)[37] – z 1904 roku w stylu modernizmu i secesji z elementami historyzmu; jest to obiekt murowany z cegły, czterokondygnacyjny, zwieńczony jednospadowym dachem z połacią mansardową od strony ulicy i lukarnami; elewacja na parterze jest tynkowana, a wyżej ceglana z tynkowanymi opaskami okien; dwie osie środkowe ujęte zostały w pseudoryzalit zwieńczony facjatką z charakterystycznym szczytem, a ponadto na fasadzie znajdują się balkony[45],
- Kamienica (ul. Żwirki i Wigury 10)[37] – z 1910 roku w stylu modernizmu; jest to obiekt murowany z cegły, czterokondygnacyjny z poddaszem i strychem, zwieńczony dachem dwuspadowym kalenicowym z lukarnami; elewacje budynku są tynkowane, z ceglanym cokołem i balkonami[46],
- Kamienica (ul. Żwirki i Wigury 11)[37] – z I ćwierćwiecza XX wieku w stylu modernizmu; jest to obiekt murowany z cegły i tynkowany, czterokondygnacyjny, zwieńczony dachem dwuspadowym; posiada takie detale, jak ornamenty i płyciny tynkowe oraz balkony[47],
- Kamienica (ul. Żwirki i Wigury 12)[37] – z lat 20. XX wieku w stylu modernizmu; jest to obiekt murowany z cegły i tynkowany, czterokondygnacyjny z poddaszem, zwieńczony dachem dwuspadowym, budynek ozdobiony jest szczytem i płycinami z ornamentami[47],
- Kamienica (ul. Żwirki i Wigury 13)[37] – z 1906 roku w stylu modernizmu; jest to obiekt murowany z cegły, czterokondygnacyjny ze strychem, kryty dachem dwuspadowym kalenicowym z lukarnami; elewacje na parterze są ceglane a powyżej otynkowane; dwie środkowe osie elewacji od strony ulicy Żwirki i Wigury posiadają balkony i są zwieńczone falistym szczytem; charakterystycznym elementem budynku jest ponadto znajdująca się w narożu wieżyczka[48],
- Kamienica (ul. Żwirki i Wigury 14)[37] – z 1906 roku w stylu modernizmu i secesji z elementami historyzmu; jest to obiekt murowany z cegły, czterokondygnacyjny z poddaszem, zwieńczony dachem dwuspadowym z mansardową połacią i lukarnami; fasada kamienicy jest symetryczna, z osią środkową podkreśloną bramą na parterze i falistą facjatą; parter jest tynkowany, a powyżej elewacja ma okładziny ceglane z detalami tynkowymi, a poza tym na niej znajdują się balkony[49],
- Zabytkowy gmach Urzędu Skarbowego – część mieszkalna (ul. Żwirki i Wigury 15) – ukończony w 1934 roku w stylu funkcjonalizmu; jest to obiekt murowany z żelbetu i cegły[50]; główna część liczy 14 kondygnacji nadziemnych i 3 podziemne[26], a ryzality 10 kondygnacji; gmach zwieńczono stropodachem krytym papą[50]; w całości kompozycja budynku składa się ze zgeometryzowanych i wzajemnie przenikających się brył[51]; obie elewacje budynku są tynkowane, zasadniczo równorzędne, do których od strony wschodniej przylegają balkony; narożnik jest natomiast cofnięty uskokowo[50]; nr rej. A/1559/94 z 30 grudnia 1994 roku[52],
- Kamienica (ul. Żwirki i Wigury 16)[37] – z około 1910 roku w stylu modernizmu; jest to obiekt murowany z cegły i tynkowany, czterokondygnacyjny, zwieńczony dachem dwuspadowym kalenicowym z lukarnami; kamienica posiada trójosiowy narożnik w formie wykusza, wzniesiony na rzucie półkolistym; dekoracja elewacji ograniczona jest do płaskich tynkowanych tarcz w polach pod oknami oraz fryzu z czworokątnych pól w górnej partii okien[53],
- Zabytkowy gmach Urzędu Skarbowego – część biurowa (ul. Żwirki i Wigury 17) – ukończony w 1934 roku w stylu funkcjonalizmu[54]; jest to obiekt z 6 kondygnacjami nadziemnymi i 2 podziemnymi[26]; nr rej. A/1559/94 z 30 grudnia 1994 roku[52],
- Kamienica (ul. Żwirki i Wigury 19)[37] – z 1905 roku w stylu modernizmu i historyzmu; jest to obiekt murowany z cegły, czterokondygnacyjny z poddaszem, zwieńczony dachem dwuspadowym z lukarnami; symetryczna fasada kamienicy w środkowej części posiada wejście w zamkniętym półkoliście portalu; elewacja na parterze jest boniowana, wyżej jest natomiast pokryta okładzinami ceglanymi z tynkowanymi detalami; osie skrajne z trójdzielnymi oknami są ujęte balkonami[55],
- Kamienica (ul. Żwirki i Wigury 21 / J. Kilińskiego 18)[37] – z 1905 roku w stylu modernizmu i historyzmu; jest to obiekt murowany z cegły, czterokondygnacyjny z poddaszem, zwieńczony dachem dwuspadowym z lukarnami; elewacja od strony ulicy Żwirki i Wigury jest symetryczna, z zaakcentowaną osią środkową z wejściem na parterze, trójdzielnymi oknami powyżej i facjatką; w narożniku znajduje się wykusz i prostokątna facjata; elewacje na parterze są tynkowane i boniowane, a na piętrach obłożone okładziną ceglaną z pionowymi pasami tynku[56],
- Kamienica (ul. Żwirki i Wigury 22)[37] – z 1911 roku w stylu modernizmu; jest to obiekt murowany z cegły, czterokondygnacyjny z sutereną, zwieńczony dachem trójspadowym; częściowo tynkowana fasada kamienicy jest sześcioosiowa, z bramą wejściową w skrajnej lewej osi i balkonami na I i II piętrze; otwory okienne ujęte są w skromnych opaskach[57],
- Kamienica (ul. Żwirki i Wigury 23)[37] – z początku XX wieku i przebudowana w latach 30. XX wieku, posiadająca cechy stylu historyzmu z elementami modernizmu; jest to obiekt murowany z cegły i tynkowany, pięciokondygnacyjny, zwieńczony dachem płaskim; posiada takie detale, jak tynkowe ornamenty roślinne, festony i balkony[58],
- Kamienica (ul. Żwirki i Wigury 24)[37] – z początku XX wieku w stylu skromnego modernizmu; jest to obiekt murowany z cegły i tynkowany, czterokondygnacyjny, zwieńczony dachem dwuspadowym; znaczące detale budynku to m.in. szczyt i poziome żłobkowanie[59],
- Kamienica (ul. Żwirki i Wigury 25)[37] – z 1906 roku w stylu modernizmu; jest to obiekt murowany z cegły, czterokondygnacyjny z poddaszem, zwieńczony dachem dwuspadowym kalenicowym; fasada kamienicy jest niesymetryczna i charakteryzuje się zróżnicowaną ilością osi na każdej z kondygnacji, na których znajdują się balkony z murowanymi balustradami, wykusz nakryty jednospadowym daszkiem i drewniane balkony z daszkami na słupkach; fasada do wysokości ślemion okiennych pierwszego pięta jest w okładzinie ceglanej, wyżej tynkowana[60],
- Kamienica (ul. Żwirki i Wigury 26)[37] – z początku XX wieku w stylu skromnego modernizmu; jest to obiekt murowany z cegły i tynkowany, czterokondygnacyjny, zwieńczony dachem mansardowym; kamienica posiada ornamenty tynkowe i ryzalit[59],
- Kamienica (ul. Żwirki i Wigury 27)[37] – z 1905 roku w stylu historyzmu; jest to obiekt murowany z cegły, czterokondygnacyjny z poddaszem, zwieńczony dachem dwuspadowym z lukarnami; elewacja budynku jest niesymetryczna, ze zryzalitowanymi skrajnymi osiami, które dodatkowo są flankowane pionowymi boniowanymi pasami; elewacja na parterze jest tynkowana i boniowana, a powyżej obłożona okładziną ceglaną z tynkowanymi detalami w postaci obramień okiennych, płycin z ornamentami roślinnymi czy kroksztynami gzymsu koronującego[61],
- Zabytkowy budynek Dyrekcji Policji (ul. Żwirki i Wigury 28 / ul. J. Kilińskiego 6) – z 1916 roku[52] w stylu neoklasycyzmu[62], nr rej. A/420/14 z 14 lipca 2014 roku[52],
- Kamienica (ul. Żwirki i Wigury 29)[37] – z końca XIX wieku w stylu historyzmu; jest to obiekt murowany z cegły i nietynkowany, czterokondygnacyjny, zwieńczony dachem dwuspadowym; budynek posiada fryz arkadowy, łuki odcinkowe i lukarny[63],
- Familok kopalni „Wujek” (ul. Żwirki i Wigury 31) – z początku XX wieku w stylu modernizmu; jest to obiekt murowany z cegły i częściowo tynkowany, trójkondygnacyjny zwieńczony dachem dwuspadowym; posiada opaski tynkowe i poziome listwowania[37][63],
- Zabytkowy dom w zespole zabudowy Pałacu Młodzieży (ul. Żwirki i Wigury 32) – z lat 1949–1951 w stylu socrealizmu; nr rej. A/301/10 z 13 kwietnia 2010 roku[52].

Miejsca pamięci:
- Tablica (ul. Żwirki i Wigury 17) – upamiętniająca walkę harcerzy we wrześniu 1939 roku z wkraczającymi wojskami niemieckimi[1].

## Gospodarka i instytucje
Na początku grudnia 2023 roku w systemie REGON zarejestrowanych było około 160 przedsiębiorstw z siedzibą przy ulicy Żwirki i Wigury. Działały wówczas m.in. następujące podmioty: firmy handlowo-usługowe, kancelarie adwokackie i radców prawnych, wspólnoty mieszkaniowe, gabinety lekarskie, przedsiębiorstwa budowlane, biura turystyczne, związki zawodowe i inne. Siedzibę mają tutaj Komisariat I Komendy Miejskiej Policji w Katowicach (ul. Żwirki Wigury 28) oraz Pierwszy Urząd Skarbowy w Katowicach (ul. Żwirki i Wigury 17).
Wierni rzymskokatoliccy mieszkający przy ulicy Żwirki i Wigury przynależą do parafii Świętych Apostołów Piotra i Pawła.